# Слана соба
Слана соба специјално је опремљена просторија ‌са микроклимом засићеном важним елементима као што су натријум хлорид, јод, бакар, гвожђе, магнезијум, калцијум, калијум и други минерали неопходни за нормалан и здрав рад организма.
Она је настала као достојна алтернатива за оригиналну спелеотерапију, у којој се за рзлику од природних печина у њој користи вештачки реконструисану микроклиму рудника соли у комбинацији окружења за третман са сувим аеросолом соли концентрације (14—16 мг/м3). 
Метода лечења која се примењује у сланој соби носи назива халотерапија која терапију сољу као једна од алтернативних метода која побољшава функцију дисања нарушену бронхијалном астмом, бронхитисом или кашњем. Боравак у сланој соби такође може помоћи и у психорелаксацији, опоравку коже и и санацији алергија, након 5 - 10 боравака. Боравак у сланим собама може заменити и лековити боравак на мору (јер је боравак од 45 минута у сланим собама истоветан тродневном боравку на мору).
Последњих деценија боравак у сланој соби све више је стекао поверење људи широм света и брзо се шири у многим земљама источне Европе и Балканског полуоистрва, јер позитивни резултати терапије трају више од годину дана. 
Иако је халотерапија у сланој соби потпуно природна метода која има бројне благотворне ефекте на психичко и физичко здравље човека, она је алтернативна метода или примењени облика здравствене заштите, који није интегрисан у доминантни систем здравствене заштите, тако да не може да замени медицинску терапију.

## Основне информације
У сланој соби се спроводи терапија у оружњу соли, које се добија посебном опремом која се зове халогенератор. За разлику од сланих пећина у сланој соб и постоји могућност контроле неких од битних параметара вештачке микроклиме, што може значајно повећати ефикасност лечења, као и проширити листу медицинских индикација за коришћење халотерапује. И, наравно, коригујући окружење, може се усмерити утицај халотерапије на одређени процес болести, уз индивидуализацију ефекта у односу на патологију одређеног пацијента. 
Главни терапеутски фактор је високо дисперговани аеросол соли величине честица од 0,4 – 5 микрона, који је оптималан за продирање у све делове респираторног тракта. Долазећи у контакт са ћелијама респираторни тракт и коже, негативно наелектрисане честице сувог аеросола соли, изазивају иритацију нервних завршетака, делимично продиру у циркулаторни систем, нормализују функцију трепљастог епитела бронха, стимулишу одговор алвеоларних макрофага, појачавајући њихову функционалну активност, што изазива бактерицидно и бактериостатско дејство на микрофлору респираторног тракта, побољшава својства протока бронхијалног садржаја; побољшава функцију дренаже бронха, олакшава елиминацију спутума, обезбеђујући смањење његовог вискозитета, олакшати механизам кашља. 
У сланој соби се халотерапија може комбиновати и са другим физиотерапијским методама, као и са фармаколошком терапијом, што чини третман у сланој соби методом избора код лакших и умерених облика бронхијалне астме, хроничног опструктивног бронхитиса, постпнеумонијских стања и разних других респираторних и кожних обољења. 
Безначајни нежељени ефекти, заједно са спровођењем овог третмана у пријатном окружењу, благотворно утичу на психоемоционално стање одраслих пацијената и деце. 

## Историја
Благотворни учинци соли који су добро познати вековима и она се миленијумима користи у различитим деловима света од стране различитих култура због њених здравствених користи и терапеутског ефекта. 
Забележено је да је  12. веку, постојала пракса посећивања сланих пећина из терапеутских разлога, или спелеотерапије, која је била уобичајена метода у источној Европи.
Интензивнија примена соли у побољшању здравља почела је 1800. године када су рудари соли у Пољској пронашли модернију верзију данашње халотерапије. Наиме пољски рудари и поред тога што су по цео дан радили у рудницима, нису патили од респираторних проблема и били су необично здрави, за разлику од његових колега у другима рудницима метала и неметала, који су често патили од прехладе или кашља. Истраживања су показала да је слани ваздух који рудари удишу помогао да се њихова плућа олободне од инфекција и алергија. Временом су источноевропски рудници соли или пећине постали популарне туристичке дестинације. Људи из целог света су долазили да удахну слани ваздух и олакшају проблеме са плућима. Тако је од  1930-их година прво у руднику соли у Виелизка у Пољској, започето масовно лечење астме, алергија и других обољења горњих и дисајних путева. 
Након ових открића дошло се до идеје да се направи слана соба која би опонаша природни рудниксоли или морске крајеве у којима је ваздух богат сољу и тако ублажава обољења горњих и доњих дисајних путева постане доступније широком кругу пацијенат.

## Принцип рада
Микроклима се у сланој соби вештачки ствара уз помоћ блокова соли на зидовима и плафону просторије и савременим, високоефикасним халогатором који производи аеросол натријум хлорида. 
За успешну примену халотерапије у сланој соби важно је задовољиди следећи принципи:
- да концентрацију аеросола соли врши лекар специјалиста.
- да део респираторне фракције аеросола (0,5-5 микрона) прелази 95%.
- да се циљна концентрација аеросола одржава аутоматски током целе сесије.
- да је слана соба функционално и естетски привлачна и да поседује висок степен електричне сигурности.

## Врсте терапија
Халотерапија и медитација која се обично раде у сланим собама, могу бити активне или пасивне, терапија сувом или влажном сољу.
Терапија у активној сланој соби
Ова врста терапије се спроводи у просторији која има машину која се зове халогенератор, у коју се додата со разлаже на ситне честице које круже у ваздуху просторије.
Терапија у пасивној сланој соби
За разлику од претходне ова врста просторије нема машину за разбијање соли. Уместо тога, просторија је испуњена различитим врстама соли, као што је хималајска со. Изгледа као слана пећина, са контролисаном температуром и влажношћу.
Концентрација соли у пасивним сланим собама је нижа него у активним сланим собама. Ове собе се обично користе за опуштање и медитацију, а не за халотерапију.
Сама терапија сољу према њеној влажности може бити.
Терапија сувом сољу
Ова врста је позната као халотерапија спроводи се у активним сланим собама уз помоћ халогенератора. што омогућава малим, сувим честицама соли да се шире у ваздуху и уђу у плућа и кожу.
Терапија влажном сољу
Терапија влажном сољу поред удисања укључује купање у сланој води која садржи минерале, гргорење или пијење слане воде, или пропуштање слане воде кроз носни канал.

## Индикације
- спазмодична астма са било којим клиничким фенотипским током,
- хронични опструктивни бронхитис,
- друге хроничне опструктивне болести плућа,
- рекурентни бронхитис,
- акутни бронхитис (више од 2 недеље),
- силикоза,
- васкуломоторне и алергијске ринопатије,
- хронични фарингитис,
- хронични и акутни тубоотитис,
- атопијски екцем у фази стабилизације,
- псоријаза у фази стабилизације,
- екцем,
- масна себореја,
- пустуларне лезије коже, акне.

## Превенцијa
- честе акутне репираторне вирусне инфекције, грип.
- чести акутни бронхитис, пнеумонија.
- хроничне болести горњих дисајних путева.
- поленска грозница.
- кашаљ повезан са пушењем или утицајем индустријских загађивача.

## Контраиндикације
Боравак у сланој соби треба да избегавцају особе са:
- хипертиреозом,
- високим крвним притиском,
- туберкулозом,
- срчаним проблемима,
- респираторном инсуфицијенцијом,
- поремећајима крви као што су анемија, хемофилија или згрушавање крви,
- заразним болестима,
- грозницом,
- отвореним ранама,
- малигним болестима као што је рак коже,
- клаустрофобијом.

## Нежељена дејства
Боравак у сланој соби је вероватно безбедна за већину људи, али не постоје адекватне студије о њеној безбедности. Поред тога, боравак у овој соби се обично ради у бањама или велнес клиници без обученог медицинског особља за рад у хитним случајевима (што треба имати на уму док се одмеравају предности и недостаци ове терапије). Иако се наводи да лечи астму, боравак у сланој соби такође може да сузи или иритира ваздушне струје код људи са астмом. Ово може погоршати кашаљ, изазвати пискање и кратак дах.
Према досадашњим сазнањима халотерапија у сланој соби може имати неке од следећих нежељених ефекта, као што су:
- јак надражајни кашаљ,
- појачано лучење слузи јер се носни пролази чисте,
- иритација коже,
- коњунктивитис или црвенило ока.
- главобоље током терапије.

Халотерапија је комплементарна терапија и требало би да ради са свим лековима које пацијент користи, па је неоходна консултација са лекаром о прекидању узимања лекова.
Присталице халотерапије тврде да је боравак у сланој соби безбедан безбедна за децу и труднице. Међутим, мало је истраживања која би подржала ову тврдњу. Према студији из 2008. године, удисање 3% физиолошког раствора је сигуран и ефикасан третман за бебе са бронхиолитисом. Међутим, не постоји стандардизација у клиникама за халотерапију, јер количина соли која се даје може значајно да варира.